# Alexandra Rietz
Alexandra Rietz (* 22. Juni 1971 in Bad Oeynhausen) ist eine ehemalige Polizeioberkommissarin und jetzige Moderatorin und Schauspielerin.

## Leben
Nach einer Berufsausbildung zur Steuerfachgehilfin studierte Rietz von 1994 bis 1997 an der Fachhochschule der Polizei in Oldenburg. Im Polizeidienst arbeitete sie bis 2003 unter anderem als Polizeioberkommissarin bei der Kriminalpolizei Osnabrück (Beschaffungskriminalität, Sexualdelikte, Raub, Tötungsdelikte, Staatsschutz), im Bereich Fahndung und Aufklärung auf der Expo 2000 sowie bei einer SOKO im Landeskriminalamt Niedersachsen.
Von 2003 bis 2013 und von 2020 bis 2021 spielte sie die weibliche Hauptrolle in den Fernsehserien K11 – Kommissare im Einsatz und K11 – Die neuen Fälle.
2009 verlegte der Gerhard Hess Verlag den Roman KunstBlut. In diesem Roman schildert sie das Leben als Polizeikommissarin und hofft, damit einen Beitrag zur Nachwuchswerbung leisten zu können.
2010 nahm sie am TV total Turmspringen teil und belegte Platz 1 im Einzelspringen. Am 11. Januar 2011 war sie in der Sendung Fort Boyard zu sehen. Daneben nahm sie im August 2014 an Promi Big Brother: Das Experiment teil.
Alexandra Rietz engagiert sich im Tierschutz und als ehrenamtliche Botschafterin der Stiftung Kinderhospiz Mitteldeutschland Nordhausen e. V. in Tambach-Dietharz.
Im Januar 2016 brachte Rietz ihr erstes Kind, eine Tochter, zur Welt.
Anfang 2024 nahm sie als Kandidatin in Das große Promibacken teil und belegte Platz 4.

## Filmografie
- 2003–2013, 2020–2022: K11 – Kommissare im Einsatz (Fernsehserie, 2002 Episoden)
- 2008: Clever! – Die Show, die Wissen schafft
- 2007–2010: TV total Turmspringen
- 2010: Frank Elstner – Menschen der Woche
- 2010: Anna und die Liebe  (Gastauftritt)
- 2011: Fort Boyard
- 2011: Die Oliver Pocher Show
- 2013–2014: KRASS, RTL2
- 2014: Promi Big Brother: Das Experiment
- 2015: K11 – Special
- seit 2020: Ungelöst und unvergessen
- 2020: Genial oder Daneben?
- seit 2021: Wenn Menschen verschwinden[3]
- 2024: Das große Promibacken[4]

## Werk
- Kunstblut, Gerhard Hess Verlag 2009, ISBN 387336929X